# Rasmus Heisterberg
Rasmus Heisterberg (Copenaghen, 12 dicembre 1974) è uno sceneggiatore danese.

## Biografia
Laureatosi alla Danske Filmskole nel 2001, esordisce scrivendo il film horror Midsommer (2003), da cui è tratto un remake americano, Solstice. Diventa collaboratore abituale del regista Nikolaj Arcel, di cui co-sceneggerà tutti i film fino a Royal Affair (2012), per il quale vince l'Orso d'argento per la migliore sceneggiatura al Festival di Berlino.
Assieme ad Arcel ha sceneggiato anche Uomini che odiano le donne (2009), a partire dall'omonimo romanzo di Stieg Larsson, venendo candidato ai BAFTA. Esordisce alla regia nel 2016 col drammatico I blodet.

## Filmografia
- Midsommer, regia di Carsten Myllerup (2003)
- Kongekabale, regia di Nikolaj Arcel (2004)
- Der var engang en dreng, regia di Michael Wikke e Steen Rasmussen (2006)
- Cecilie, regia di Hans Fabian Wullenweber (2007)
- De fortabte sjæles ø, regia di Nikolaj Arcel (2007)
- Fighter, regia di Natasha Arthy (2007)
- Det som ingen ved, regia di Søren Kragh-Jacobsen (2008)
- Rejsen til Saturn, regia di Thorbjørn Christoffersen, Craig Frank e Kresten Vestbjerg Andersen (2008)
- Flugten, regia di Kathrine Windfeld (2009)
- Uomini che odiano le donne (Män som hatar kvinnor), regia di Niels Arden Oplev (2009)
- Sandheden om mænd, regia di Nikolaj Arcel (2010)
- Royal Affair (En kongelig affære), regia di Nikolaj Arcel (2012)
- Nordvest, regia di Michael Noer (2013)
- The Absent One - Battuta di caccia (Fasandræberne), regia di Mikkel Nørgaard (2014)
- I blodet, regia di sé stesso (2016)
- The End, regia di Joshua Oppenheimer (2024)

## Riconoscimenti
- Festival di Berlino
  - 2012 - Orso d'argento alla migliore sceneggiatura per Royal Affair
- Premi BAFTA
  - 2011 - Candidatura alla migliore sceneggiatura non originale per Uomini che odiano le donne
- Satellite Awards
  - 2010 - Candidatura alla migliore sceneggiatura non originale per Uomini che odiano le donne
- Premi Robert
  - 2005 - Migliore sceneggiatura non originale per Kongekabale
  - 2009 - Candidatura alla migliore sceneggiatura per Rejsen til Saturn
  - 2011 - Candidatura alla migliore sceneggiatura per Sandheden om mænd
  - 2013 - Candidatura alla migliore sceneggiatura per Royal Affair
  - 2014 - Candidatura alla migliore sceneggiatura per Nordvest
  - 2015 - Candidatura alla migliore sceneggiatura non originale per The Absent One - Battuta di caccia
  - 2017 - Candidatura alla migliore sceneggiatura originale per I blodet